# Martin Hammerich
Martin Johannes Hammerich, född 4 december 1811, död 20 september 1881, var en dansk psalmförfattare representerad i danska Psalmebog for Kirke og Hjem. Han var bror till Frederik Hammerich och far till Holger Hammerich.
Hammerich blev teologie kandidat 1833 och magister 1836. Efter längre studieresor blev han 1841 docent i sanskrit vid Köpenhamns universitet men ägnade sig snart helt åt ledningen av Borgerdydskolen i Christianshavn, vars högst ansedde styresman han var 1842–1867. År 1867 ärvde han herrgården Iselingen vid Vordingborg. 

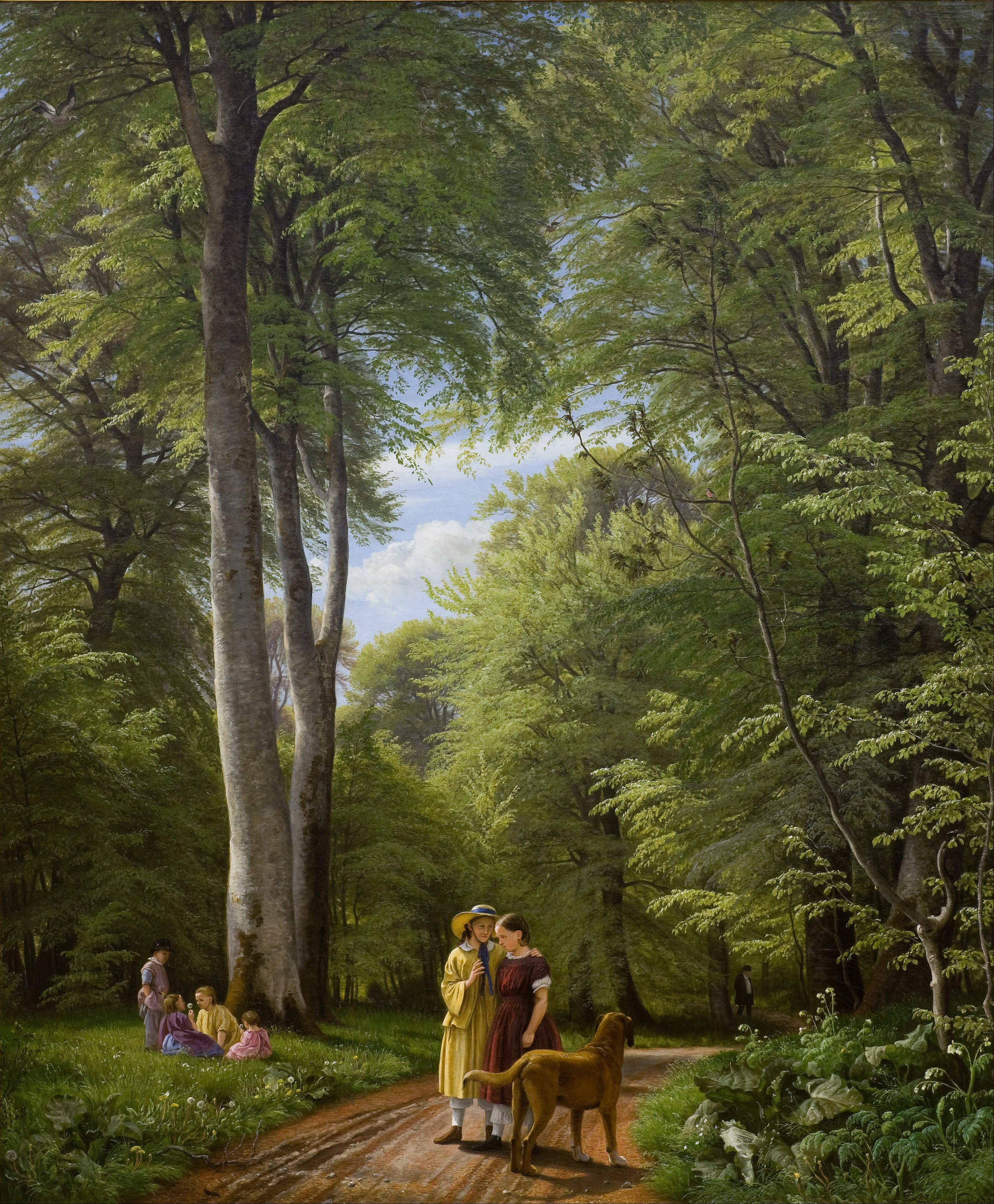
Bokskog i maj, motiv från Iselingen av Peter Christian Skovgaard
(1857).

Hammerich beställde målningen Bokskog i maj, motiv från Iselingen av Peter Christian Skovgaard. Målningen färdigställdes 1857 och föreställer medlemmar av hans familj vid herrgården Iselingen. Målningen var i familjens ägo till 1957 då den såldes till Statens Museum for Kunst i Köpenhamn. 
Hammerich översatte Kālidāsas Sakuntala (1845) och utgav bland annat Svenske Læsestykker (1859), Ewalds Levnet (1860), samt Danske og norske Læsestykker (1866). År 1856 utgav han på nytt biskop Thomas Kingos psalmer i Andelig Sjungchor.

## Utmärkelser
- Professors namn,  1852[4]
- Riddare av Dannebrogorden,  1856[5]

[Redigera Wikidata]